# رمسيس الثامن
وسر ماعت رع آخن آمون رمسيس الثامن ويعرف أيضا باسم رعمسيس ست حرخبشف مري آمون (وتعني القوي بست محبوب آمون بالهيروغليفية) اعتلى عرش مصر لمدة عام واحد تقريبا في الفترة ما بين 1130 ق.م. و1129 ق.م. (أو اختصارا عام 1130 ق.م. وفقا لكراوس وووربيرتون) وهو سابع فراعنة الأسرة العشرين في عصر الدولة الحديثة بمصر القديمة وكان وقتها آخر أبناء رمسيس الثالث المعاصرين.

## فترة الحكم
رمسيس الثامن من أكثر الفراعنة الأسرة العشرين غموضا بسبب ندرة المعلومات المعروفة عنه بسبب فترة حكمه متناهية الصغر والتي لم تتجاوز العام الواحد فوق عرش البلاد، في حين يرجح بعض العلماء بقائه فوق سدة الحكم لمدة عامين كأقصى تقدير، ووصوله لحكم البلاد في أعقاب وفاة رمسيس السابع (أحد أبناء رمسيس الرابع) يشير إلى استمرار النزاعات التي حامت حول توريث العرش وتتابع سلطة الحكم.
ومع اعتلائه عرش مصر حمل رمسيس الثامن لقب وسر ماعت رع إخن آمون (وتعني معين آمون بعدالة رع القوية بالهيروغليفية)، كذلك لم يترك رمسيس الثامن الكثير من الآثار، فلم يعثر له سوى على نقش على جدران معبد والده الجنائزي بمدينة هابو ونقش آخر على أحد الشواهد الموجودة حاليا بألمانيا ويعرف باسم شاهد برلين رقم 2081 وعثر عليه في أبيدوس بالإضافة إلى جعران واحد يحمل اسمه.
ولا يوجد تاريخ مدون له سوى اليوم الثاني للشهر الأول من پْرِت للعام الأول من حكمه والذي عثر عليه داخل مقبرة خنيبو بطيبة.

## المقبرة
رمسيس الثامن هو الوحيد من فراعنة الأسرة العشرين الذي لم تتم تحديد مقبرته في وادي الملوك بشكل قاطع، ويرجح بعض العلماء أن تكون مقبرة 19 والخاصة بالأمير منتوحرخبشف كانت في الأساس المقبرة الخاصة لرمسيس الثامن والذي تنازل عنها بعد اعتلائه عرش البلاد حيث أصبحت غير ملائمة لعدم تمتعها بخصائص المقابر الملكية.
ويقوم حاليا فريق بحث مصري بقيادة عفيفي رُحيّم وتحت إشراف زاهي حواس بالبحث عن مقبرة رمسيس الثامن بوادي الملوك